# Об'єднане стратегічне командування «Північний флот»
Об'єднане стратегічне командування «Північ», Об'єднане стратегічне командування «Північний флот», Арктичні війська, Північний військовий округ — військово-адміністративна одиниця Збройних сил Російської Федерації, призначена для комплексного забезпечення безпеки арктичного регіону Росії та єдиного управління військовими силами й засобами у зоні від Мурманська до Анадирі. 26 лютого 2024 року указом Президента Росії ОСК «Північний флот» виключено із переліку військово-адміністративних одиниць Збройних сил Російської Федерації.
До складу об'єднаного командування входили підводні і надводні сили, морська авіація, берегові війська і ППО.
ОСК «Північний флот» було створено 1 грудня 2014 року для захисту національних інтересів Росії в Арктиці.
Командувач з 2019 року — віце-адмірал Олександр Моїсеєв.

## Історія
До ОСК входила територія розташована за Полярним колом. Основою нового командування став Північний флот, виведений зі складу Західного військового округу. Керівництво ОСК «Північ» покладено на командувача Північним флотом віце-адмірала Олександра Моїсеєва.

У квітні 2014 року президент Росії доручив створити в Арктиці єдину систему базування надводних кораблів й підводних човнів нового покоління, зміцнити кордон, а також утворити новий державний орган для реалізації політики Росії в цьому регіоні. У 2014—2015 роки Спецбуд Росії розгорнув створення військових містечок та аеродромів у шести районах Арктики — на Землі Олександри (архіпелаг Земля Франца-Йосипа), у селищі Рогачов на Новій Землі, на острові Середній (Північна Земля), на мисі Отто Шмідта, острові Врангеля та острові Котельний (Новосибірські острови). Протягом 2015 року планувалося створити спеціалізований центр для підготовки військ в умовах Арктики. У 2016 році була сформована 45-та армія ВПС і ППО. Всього в Арктиці побудовано, відновлено та модернізовано 13 аеродромів (в тому числі Тіксі, Нарьян-Мар, Аликель (Норильськ), Амдерма, Анадир, Рогачьово, Нагурське), авіаційний полігон й 10 технічних позицій радіолокаційних відділень і пунктів наведення авіації.
В кінці жовтня 2014 року військовими було заселено містечко на острові Врангеля, через місяць — такий же блок на мисі Шмідта. З 1 травня 2015 року приступив до моніторингу арктичної зони сформований на Чукотці загін БПЛА «Орлан-10». Розрахунки БПЛА будуть виконувати завдання з ведення об'єктивного контролю за обстановкою у російській Арктиці, в тому числі за екологічної та льодовою обстановкою в ближній морській зоні й на ділянці Північного морського шляху.
До складу нового командування було передано частини Північного флоту, а також частини та підрозділи зі складу Центрального й Східного військових округів. Угруповання військ на острівних територіях Росії в Арктиці, а також на мисі Шмідта були зведені в Об'єднану тактичну групу, що ще у жовтні 2014 року почала забезпечувати військову безпеку Росії в Арктичної зоні. Ці підрозділи оснащені сучасним озброєнням і військовою технікою, в тому числі береговими ракетними комплексами «Рубіж» та зенітними ракетно-гарматними комплексами Панцир-С1.
Сухопутний компонент командування складали 2 арктичні мотострілецькі бригади. Наказ про формування в селищі Алакуртті Мурманської області 80-ї окремої арктичної мотострілецької бригади Об'єднаного стратегічного командування президент Путін підписав 31 грудня 2014 року. В середині січня 2015 командувач Північним флотом адмірал Володимир Корольов вручив їй бойовий прапор.

## Склад

### Північний флот
- 43-тя дивізія ракетних кораблів, в/ч 20475 (Сєвєроморськ)
- 14-та бригада протичовнових кораблів, в/ч 20546 (Мурманська обл., м. Сєвєроморськ),
- 43-й окремий дивізіон кораблів охорони водного району (Сєвєродвінськ),
- 44-та група суден забезпечення (Архангельська обл., м. Сєвєродвінськ),
- 432-й загін суден забезпечення (Мурманська обл., м. Сєвєроморськ)
- 41-й район гідрографічної служби (Архангельська обл., м. Сєвєродвінськ)
- Кольська Червонопрапорна флотилія різнорідних сил, в/ч 36070 (Мурманська обл., м. Полярний)
  - 121-ша бригада десантних кораблів, в/ч 36045 (Полярний),
  - 161-ша бригада підводних човнів, в/ч 36021 (Полярний),
  - 7-ма гвардійська бригада кораблів охорони водного району, в/ч 90829 (Полярний),
  - 86-й аварійно-рятувальний загін управління пошукових й аварійно-рятувальних робіт (Мурманська обл., м. Полярний),
  - Загін суден забезпечення (Мурманська обл, Росляково),
  - 8-ма група суден забезпечення (Мурманська обл, Росляково),
  - 601-й окремий дивізіон гідрографічних суден (Мурманська обл., м. Полярний),
  - 518-й дивізіон розвідувальних кораблів, в/ч 20524 (Мурманська обл., м. Полярний)
- Червонопрапорні підводні сили Північного флоту (Мурманська область, м. Гаджиєво)
  - 7-ма дивізія підводних човнів (Відяєво),
  - 11-та дивізія підводних човнів (Мурманськ-150),
  - 31-ша дивізія підводних човнів (Мурманська обл., Гаджиево),
  - 24-та дивізія підводних човнів (Ягельна Губа),
  - 29-та окрема бригада підводних човнів особливого призначення Головного управління глибоководних досліджень (ГУГД) Міноборони РФ, в/ч 13090 (Мурманська обл, Гаджиєво, Оленяча Губа).

### Берегові війська Північного флоту
- 14-й армійський корпус
  - 80-та окрема мотострілецька бригада (арктична) (селище Алакуртті, Мурманська обл.),
  - 200-та окрема мотострілецька Печензька Червонопрапорна, ордена Кутузова бригада (арктична) (селище Печенга, Мурманська обл.),
- 61-ша окрема Кіркенеська Червонопрапорна бригада морської піхоти Північного флоту (селище Супутник, Мурманська обл.),
- 536-та окрема берегова ракетно-артилерійська бригада Північного флоту (селище Оленяча губа Мурманська обл.),
- 186-й окремий центр радіоелектронної боротьби Північного флоту (місто Сєвєроморськ, Мурманська обл.),
- 420-й розвідувальний центр спеціального призначення розвідки Північного флоту (місто Кола, Мурманська обл.),
- 160-й загін спеціального призначення боротьби з підводними диверсійними силами та засобами Північного флоту (місто Заозерськ, Мурманська обл.),
- 140-й загін спеціального призначення боротьби з підводними диверсійними силами та засобами Північного флоту (селище Відяєво, Мурманська обл.),
- 269-й загін спеціального призначення боротьби з підводними диверсійними силами та засобами Північного флоту (місто Гаджиєво, Мурманська обл.),
- 152-й загін спеціального призначення боротьби з підводними диверсійними силами та засобами Північного флоту (селище Полярний, Мурманська обл.),
- 58-й окремий батальйон управління (місто Мурманськ),
- 516-й вузол зв'язку Північного флоту (місто Сєвєроморськ, Мурманська обл.),
- 180-й окремий морський дорожній інженерний полк Північного флоту (місто Сєвєроморськ, Мурманська обл.),
- 3805-та комплексна база МТЗ, в/ч 96143,
- тактична група (Архангельська область, архіпелаг Нова Земля, селище Рогачьово),
- тактична група (архіпелаг Земля Франца-Йосипа, острів Земля Олександри),
- тактична група (архіпелаг Північна Земля, Середній острів)
- 99-ша тактична група ПФ, в/ч 74777 (Котельний острів, Новосибірські острови, Якутія)

### 45-я армія ВПС і ППО
- Штаб, в/ч 06351 (смт. Сафоново, м Сєвєроморськ, Мурманська обл.),
- 1-ша дивізія ППО, в/ч 03123 (м Сєвєроморськ),
- 3-тя дивізія ППО,
- 98-й окремий гвардійський змішаний авіаційний Вісленський Червонопрапорний, ордена Кутузова полк, в/ч 75385 (аеродром Мончегорськ): Су-24М, Су-24МР,[11]
- 174-й винищувальний авіаційний полк (аеродром Мончегорськ): МіГ-31БМ[12], вступ у дію у 2019 році,
- 100-й окремий корабельний винищувальний авіаційний полк, в/ч 61287 (селище Сєвєроморськ, аеродром Сєвєромоськ-3, Мурманська обл.): МіГ-29К, МіГ-29КУБ;
- 279-й окремий корабельний винищувальний авіаційний Смоленський Червонопрапорний полк імені двічі Героя Радянського Союзу Б. Ф. Сафонова, в/ч 98613 (селище Сєвєроморськ, аеродром Сєвєромоськ-3, Мурманська обл.): Су-33, Су-30СМ, Су-25УТГ,
- 403-й окремий змішаний авіаційний полк, в/ч 49324 (м Сєвєроморськ, аеродром Сєвєромоськ-1, Мурманська обл.): Іл-38, Іл-20РТ, Іл-22М, Ан-12, Ан-26, Ту-134,[13]
- 830-й окремий корабельний протичовновий вертолітний полк, в/ч 87268 (м Сєвєроморськ, аеродром Сєвєромоськ-1, Мурманська обл.): Ка-27, Ка-29, Ка-31,
- 73-тя протичовнова авіаційна ескадрилья дальньої дії, в/ч 39163 (селище Фєдотово, аеродром Кіпєлово, Вологодська обл.): Ту-142МР, Ту-142МК,[14]
- полк БПЛА (м Сєвєроморськ, аеродром Сєвєромоськ-1, Мурманська обл.),
- 89-та окрема авіаційна ланка (місто Архангельськ, аеропорт Талагі): 2 од. Ан-26, 2 од. Мі-8МТВ-5,
- авіаційна комендатура (Архангельська обл., м. Мирний, аеродром Плесецьк),
- авіаційна комендатура (Архангельська область, архіпелаг Нова Земля, селище Рогачьово, аеродром Амдерма-2),
- авіаційна комендатура (архіпелаг Земля Франца-Йосипа, острів Земля Олександри, аеродром Нагурський),
- авіаційна комендатура (архіпелаг Північна Земля, Середній острів, аеродром Середній),
- авіаційна комендатура (Новосибірські острови, Котельний острів, аеродром Темп).